# Enontekiö
Enontekiö (severosámsky Eanodat, inarijskou sámštinou Iänudâh, švédsky Enontekis) je obec a správní oblast ve finské provincii Laponsko. V oblasti žije 1 900 lidí (k prosinci 2015). Její rozloha je 8 391,5 km², z čehož je 441 km² vodních ploch. Hustota zalidnění je 0,2 obyvatel na km². Největší vesnicí oblasti Enontekiö je s asi 560 obyvateli obec Hetta (severosámsky Heahttá). Oblast má dva úřední jazyky: finštinu a severní sámštinu.

Na území oblasti Enontekiö, v severozápadním cípu oblasti, se nachází největší finský vodopád, Pitsusköngäs, a nejseverozápadnější obec Finska Kilpisjärvi, jež je také trojmezím Finska, Švédska a Norska.
Díky nižším cenám jezdí do Enontekia nakupovat mnoho Norů.

## Různé
Z Enontekiö pocházel sámský spisovatel, hudebník a umělec Nils-Aslak Valkeapää.

### Externí odkazy

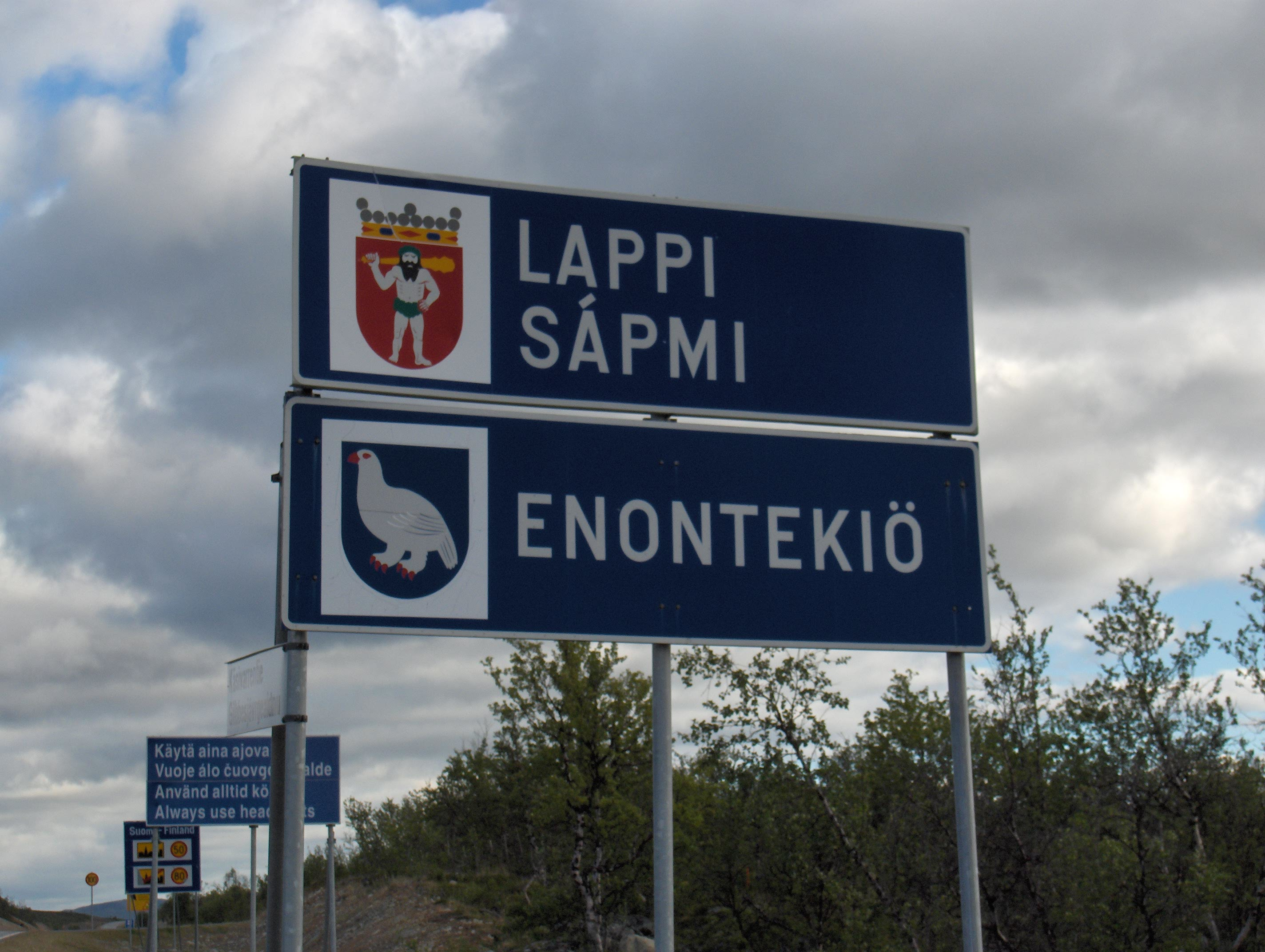
Norsko-finská hranice u Kilpisjärvi